# Armin Peter Faust
Armin Peter Faust (* 10. Mai 1943 in Weiden) ist ein vor allem im Nahe-Hunsrück-Raum bekannter Künstler und Schriftsteller.

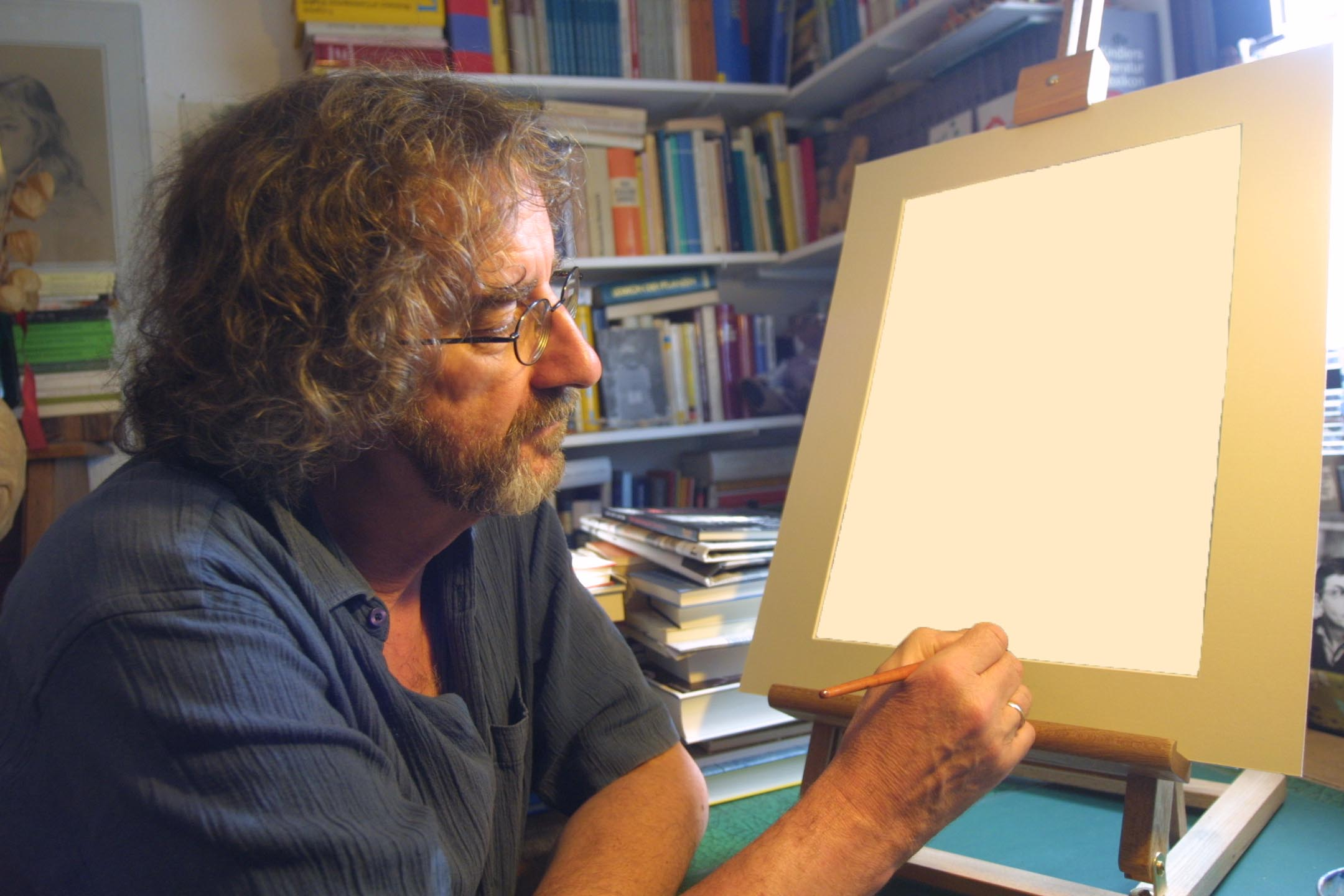
Faust bei der Arbeit

## Leben
Nach dem Besuch der Volksschule in Weiden begann Armin Peter Faust eine Lehre als Edelsteingraveur in Idar-Oberstein, wo er mit künstlerischen Arbeitstechniken vertraut wurde. Auf der Berufsaufbauschule erlangte er die mittlere Reife und machte 1967 am Ketteler-Kolleg in Mainz sein Abitur. Dem Wehrdienst folgte das Studium der Germanistik, Kunstgeschichte, Geschichte und Archäologie in Tübingen und Saarbrücken. Nach dem Referendariat war er als Lehrer an den beiden Idar-Obersteiner Gymnasien und an der Fachhochschule für Schmuck- und Edelsteindesign tätig.
Seit 1976 beteiligte sich Faust mit seinen künstlerischen Arbeiten an Ausstellungen in der Nahe-Hunsrück-Region.
1991 promovierte er mit der Arbeit Ikonographische Studien zur Graphik Wilhelm Buschs und war von 1987 bis 1991 als Dozent für Schmuck- und Kulturgeschichte an der Fachhochschule in Idar-Oberstein tätig.
Außerdem ist Faust seit 1984 begeisterter Marathonläufer und nahm 2003 am New-York-Marathon teil. 
Seit 2009 ist Armin Peter Faust pensioniert, er arbeitete jedoch bis 2010 weiter am Gymnasium an der Heinzenwies.

## Auszeichnungen
Die größte Anerkennung als Autor erhielt Armin Peter Faust 1995 mit dem Förderpreis des Verbandes deutscher Schriftsteller Rheinland-Pfalz für die Novelle Der Flügel der Nike.
2009 wurde ihm der Kulturpreis der Stadt Idar-Oberstein verliehen.

## Publikationen
Belletristik
- Landleben I (Erzählungen), 1985; Selbstverlag
- Landleben II (Erzählungen), 1990; Verl. Junge Literatur
- Idyllen und Katastrophen (Erzählungen), 1992; Rhein-Mosel-Verlag
- Der Flügel der Nike (Novelle), 1995; Rhein-Mosel-Verlag
- Zwischen Hunsrück und Nahe (Ein Mundartwörterbuch), 1998; Rhein-Mosel-Verlag
- Geschichten von Herrn F. (Kurz-, Kürzer- und Kürzestgeschichten), 2000; Rhein-Mosel-Verlag
- Postskriptum (Novelle), 2003; Rhein-Mosel-Verlag
- Der trübe Gast (Novelle), 2007; Rhein-Mosel-Verlag
- William Shakespeare, eine Hommage in Edelstein (Texte zu 28 Großkameen von D. u. A. Roth), 2008; Selbstverlag
- Weidener Sonette (Gedichte), 2010; Selbstverlag
- Blutsteine (Erzählung nach wahren Begebenheiten), 2013; Rhein-Mosel-Verlag

Sachbücher und Aufsätze
- Antikenrezeption bei Wilhelm Busch. (In: Wege der Kunst, Festschrift für Wilhelm Messerer, Salzburg 1980)
- Eigentümlichkeiten unserer Mundart im bäuerlichen Bereich. (In: Das ist ein weites Feld, Festschrift für Walter Beyer, Birkenfeld 1982, S. 89ff.)
- Jiddisch in der Mundart von Hottenbach und Umgebung. (In: Der Hunsrück, 2. Jhrg., 1980, Nr. 3, S. 23ff.)
- Gedanken über 2 spätgotische Skulpturenfragmente aus der Felsenkirche zu Oberstein, Idar-Oberstein 1984, S. 139ff.
- Ästhetik und Funktionalität. Anmerkungen zur Architektur der Schiller-Schule. (In: Festschrift: Die Gymnasien und Realschulen im Landkreis Birkenfeld 1982, S. 193ff.)
- Die bekannteste Weierbacherin. Untersuchungen zu Julie Bläsius, der Geliebten des Schinderhannes. (In: Heimatkalender des Landkreises Birkenfeld. Birkenfeld 1991, S. 131ff.)
- Edelsteingravierungen nach J.F. Millet von Dieter Roth. (In: Museum Idar-Oberstein. Heft Nr. 5, Idar-Oberstein, 1984)
- Kunsthistorische Anmerkungen zu den sogenannten Schinderhannes – Porträts des K.M. Ernst. (In: Mitteilungen des Vereins für Heimatkunde im Landkreis Birkenfeld, Birkenfeld 1984 (Herbst9))
- Lieber Hunsrückbruder Jakob Kneips Briefe an Albert Bauer. (In: Der Hunsrück. Festschrift zum 100-jährigen Jubiläum des Hunsrückvereins. Birkenfeld 1990, S. 205ff.)
- Ikonographische Studien zur Graphik Wilhelm Buschs. Phil. Diss. Saarbrücken 1991 (Gedr. Als Bd. 17, Lit. – Verl. Münster 1993)
- Ernst Jünger in Idar. (In: Festschrift 150 Jahre Verein für Heimatkunde im Landkreis Birkenfeld. Birkenfeld 1993, S. 251ff.)
- Friedrich Christian Laukhard, Falschheit war nie mein Laster. (In: Die Hott. Morbacher Hefte zu Geschichte und Gegenwart. 8. Jhrg., 1990, Nr. 15, S. 27ff.)

Er schreibt seit 1984 Artikel für den Heimatkalender des Landkreis Birkenfeld.